# Liste von Persönlichkeiten aus Rancate
Diese Liste enthält in Rancate im Kanton Tessin geborene Persönlichkeiten und solche, die in Rancate ihren Wirkungskreis hatten, ohne dort geboren zu sein. Die Liste erhebt keinen Anspruch auf Vollständigkeit.

## Persönlichkeiten
(Sortierung nach Geburtsjahr)
- Familie Rusca von Rancate. [1]
  - Francesco Rusca (* um 1590 in Rancate; † nach 1649 ebenda), Bildhauer in Mailand[1]
  - Francesco Rusca (* um 1620 in Rancate; † nach 1689 ebenda), Bildhauer im Dom zu Como[1]
  - Carlo Gerolamo Rusca (* um 1715 in Rancate; † nach 1776 ebenda), Bildhauer in Orzivecchi[1]
  - Grazioso Rusca (* 29. September 1757 in Rancate; † 18. Juni 1829 in Mailand), Bildhauer und Stuckkünstler, er schuf in Piacenza, Pavia, Cremona, Bergamo, Mantua, Novara und war tätig in Bellinzona, Como und ab 1785 am Mailänder Dom. Ernennung zum protostatuario im Jahr 1805[2]
  - Girolamo Rusca (* um 1777 in Rancate; † nach 1815 ebenda), Bildhauer in Mailand[1]
  - Antonio Rusca (* 12. September 1784 In Rancate; † nach 1820 ebenda), Bildhauer[1]
  - Ernesto Rusca (* 15. August 1864 in Rancate; † 1947 ebenda), Maler, Restaurator im Castello Sforzesco in Mailand, schuf Fresken in der Kirche Maria Assunta und San Sigismondo in Rivolta d’Adda und in der Kathedrale San Lorenzo in Lugano[1][3]

- Tommaso Calderari (* um 1540 in Rancate; † um 1600 in Turin ?), von Rancate, Baumeister, Militäringenieur[4]

- Künstlerfamilie Botta. 
  - Francesco Botta (* 26. September 1820 in Rancate; † 9. Juli 1903 ebenda), Künstler, Bildhauer und Architekt seit 1853 in Russland tätig. Bruder von Graziano, Luigi und Valente[5]
  - Luigi Botta (* 23. November 1826 in Rancate; † 1. November 1894 ebenda), Künstler, Bildhauer und Stuckateur seit Mitte des 19. Jahrhunderts in Russland tätig. Bruder von Francesco, Grazioso und Valente[6]
  - Grazioso Botta (* 11. Februar 1836 in Rancate; † 21. Oktober 1898 in Sankt Petersburg), Künstler, Bildhauer und Stuckateur seit 1853 in Russland tätig. Bruder von Francesco, Luigi und Valente[7]
  - Alessandro Botta (* 23. November 1837 in Rancate; † 10. Juni 1902), Bildhauer[8]
  - Valente Botta (* 16. Februar 1845 in Rancate; † 4. Februar 1901), Bruder von Francesco, Grazioso und Luigi, Künstler, Bildhauer seit 1869 in Russland tätig[9]

- Emanuele Caroni (* 26. Februar 1826 in Rancate; † ebenda ?), Künstler, Bildhauer schuf Literarische, allegorische und mythologische Themen. Goldmedaille auf der Weltausstellung in Paris 1867[10]
- Thomas Caroni (* 20. September 1832 in Rancate; † nach 4. März 1857 in Paris), Künstler, Bildhauer dokumentiert 1857 in Paris[11]
- Giovanni (Johann Jakob) Züst (* 24. Januar 1887 in Basel; † 4. Dezember 1976 in Rancate), Spediteur, Kunstsammler, Wohltäter[12]
- Carlo Basilico (* 11. Juli 1895 in Rancate; † 30. Januar 1966 in Mendrisio), Kunstmaler und Ornatist schuf Porträts, Figuren und Landschaften[13]
- Giuseppe Belloni (* 31. August 1898 in Rancate; † 8. Januar 1964 in Mendrisio), Bildhauer schuf Religiöse und symbolistische Themen[14]
- Angelo Sesti (* 30. März 1915 in Bergamo), Maler, Mosaiker und Restaurator. Er arbeitete in verschiedenen Kirchen in Norditalien und im Kanton Tessin[15]
- Leonardo Pecoraro (* 19. August 1968 in Winterthur), aus Rivera TI, Maler, Mosaizist, Kupferstecher und Bildhauer; er schuf Abstrakte Farbfelder und wohnt in Rancate[16][17][18]